# Бутчер, Уилл
Уи́лл Батчер (англ. Will Butcher; род. 6 января 1995, Сан-Прери, Висконсин) — американский хоккеист, защитник.

## Карьера
С 2013 по 2017 год Бутчер играл за команду Денверского университета «Денвер Пионерс» из Национальной студенческой хоккейной конференции (NCHC). В сезоне 2016-17 Бутчер выиграл личный трофей Хоби Бэйкер Эворд, который дается лучшему игроку лиги NCHC. Также Бутчер был вызван на матч всех звезд лиги и был назван лучшим атакующим защитником лиги. Тем самым Уилл помог Денверу выиграть чемпионат NCAA.
27 августа 2017 года Бутчер подписал контракт новичка на 2 года и 925 тыс. долларов с командой НХЛ «Нью-Джерси Девилз» в качестве свободного агента.
Бутчер дебютировал в НХЛ в сезоне 2017/18 в домашнем матче за «Девилз» против команды «Колорадо Эвеланш» и стал первым игроком в истории франшизы Нью-Джерси, который записал 3 очка по системе гол+пас в своем дебютном матче, отдав 3 голевые передачи при игре в большинстве, матч завершился победой «Девилз» 4-1.
31 июля 2019 года Бутчер подписал с «Девилз» контракт на 3 года и $ 11,19 млн со среднегодовой зарплатой в $ 3,73 млн.
В межсезонье 2022 года подписал контракт с «Даллас Старз» на один год и сумму 750 тысяч.